# Craig Harrison
Craig Harrison, född 1942 i Leeds, är en engelsk-nyzeeländsk författare och före detta lärare. 1966 flyttade han till Nya Zeeland för att jobba som lärare i engelska vid Massey University, där han stannade till sin pensionering.
Han är mest känd för sin postapokalyptiska roman Den tysta jorden (The Quiet Earth) från 1981, som tjänade som inspiration till en kultförklarad film med samma namn från 1985.

### Fotnoter
1. ↑  Craig Harrison - Summary Bibliography, isfdb.org, läst 2015-11-09
2. ↑  New Zealand Book Council: Harrison, Craig Arkiverad 5 februari 2016 hämtat från the Wayback Machine., läst 2015-11-09